# Llazicë
Llazicë / Lozica (cyr. Лозица) – wieś w Kosowie, w regionie Prizren, w gminie Malishevë/Mališevo. W 2011 roku liczyła 1573 mieszkańców. 